# Едер Милитао
Едер Габриел Милитао (на португалски: Éder Gabriel Militão) е бразилски футболист играещ като защитник за испанския отбор Реал Мадрид. Освен като защитник може да играе и на позицията дефанзивен полузащитник.

## Клубна кариера

### Порто
На 7 август 2018 г. подписва петгодишен договор с Порто. Прави дебют за новия си отбор на 2 септември при домакинската победа с 3:0 над отбора на Морейренсе и в същия мач прави асистенция за първия гол в срещата. На 28 ноември отбелязва и своя първи гол с екипа на Порто при домакинската победа с 3:1 срещу Шалке 04 в мач от Шампионската лига. Вкарва първият си гол в португалското първенство на 3 януари 2019 срещу отбора на Авеш.

### Реал Мадрид
На 14 март 2019 г. сайтовете на Реал Мадрид и Порто официално обявяват, че Милитао ще стане играч на испанците от 1 юли след като трансферният прозорец отвори. Договора ще е за срок от 6 години до 2025 година, а сумата е в размер на 50 млн. евро. На 10 юли е представен официално като футболист на Реал Мадрид.

## Национален отбор
На 11 септември 2018 г. прави дебют за мъжкия отбор на Бразилия в приятелски мач срещу отбора на Салвадор, където изиграва пълни 90 минути.